# Кореноножки
Кореноножки или Саркодови (Sarcodina, Rhizopoda) са клас ризоподни едноклетъчни животни. Те нямат постоянна форма на тялото и твърд скелет. По-голямата част от тях са свободно живеещи сладководни и морски обитатели. Някои живеят във влажна почва, а други са паразити в гръбначни животни и в човека.
Към тях спадат амебите, фораминифериите, радиоларите и дърцетата.и умират

## Характерни белези на кореноножките
1. Образуват различни по форма и брой временни двигателни органели – псевдоподи.
2. Клетъчното тяло е голо (няма допълнителни образувания върху цитоплазмената мембрана) или е защитено от черупка, изградена от тектиново вещество.[1] Външната обвивка е еластична цитоплазмена мембрана, инкрустиран с различни минерални частици, като песъчинки от кварц и други минерали, спикули от гъби, черупки от кремъчни водорасли и други,[1] а формата на тялото – променлива.

## Основни жизнени процеси
Кореноножките се хранят несамостойно. Те се размножават предимно безполово чрез делене, а при някои видове има и полово размножаване. Дишат дифузно, като поемат разтворения във водата кислород чрез цялата си повърхност.

## Представители
- Голите амеби са просто устроени свободноживеещи и паразитни видове. Псевдоподите им се образуват на различни места на тялото и формата на клетката непрекъснато се променя. Голяма част от голите амеби образуват цисти. Чрез тях амебите преживяват неблагоприятните условия на средата – засушаване, ниски и високи температури, липса на храна. Голите амеби се размножават безполово чрез делене на клетката на две.
  - Обикновената амеба е сладководен обитател на стоящи водоеми с тинесто дъно и гниеща растителност. Тялото ѝ достига до 0,5 mm и наподобява разливаща се капка. Амебата образува дълги и широки псевдоподи, които се променят по размери и по място на образуване. Тя изхвърля излишната вода и непотребни вещества чрез съкратителна вакуола. Вакуолата се свива и разпуска и така изтласква веществата през клетъчната мембрана. Размножаването е безполово чрез делене.
  - Дизентерийната амеба има две форми – малка и голяма. Малката форма живее в празнините на червата, където се храни с бактерии. Ако човек има малката форма, той е здрав, но е носител на амебата. При простудни заболявания или под въздействие на други фактори малката форма променя своето местоположение и навлиза между чревните власинки. Тя се храни усилено с червени кръвни клетки, увеличава размерите си и се размножава. Така се превръща в голямата форма, която причинява болестта амебна дезинтерия. За едно денонощие човек може да отдели 8 000 000 цисти на дизентерийната амеба.
- Черупчестите амеби са сладководни и почвени обитатели, но се срещат и по мъхове и горска постилка. Черупката им е с един отвор. Тялото се разполага в черупката, а през отвора излизат различен брой псевдоподи. Черупчестите амеби се размножават чрез делене на две, като едната новополучена клетка излиза през отвора на черупката, след което около нея се образува нова черупка.
  - Арцелата е обитател на сладководни стоящи води с тинесто дъно и гниеща растителност. Черупката ѝ е безцветна, жълтеникава или кафява на цвят. Тя има дисковидна форма и отвор на долната страна. През отвора излизат 2-3 псевдопода, с които арцелата се движи и захваща хранителни частици.
- Фораминиферите са морски обитатели. Те са черупчести едноклетъчни животни, които водят свободен или прикрепен начин на живот. Черупката им е здрава, с разнообразна форма, с една или много камери. Срещат се представители с едно или много ядра. Псевдоподите се свързват помежду си и образуват сложна мрежа около черупката. Цитоплазмата в тях непрекъснато се движи, а псевдоподите могат да се съкращават и удължават. Храната, уловена от псевдоподите, частично се смила в тях, а окончателното ѝ смилане се извършва в тялото на едноклетъчното. Фораминиферите се размножават безполово и полово.
- Дърцетата са най-дребните обитатели на влажната почва. Живеят на топли места. Приличат на малки камъчета, понеже псевдоподите им са много малки.